# Pilot Speed
Pilot Speed est un groupe de rock alternatif canadien, originaire de Toronto, en Ontario.  Le groupe est initialement formé en 2001 sous le nom de Pilate. Après un premier album studio, intitulé Caught by the Window, ils changent de nom en 2006 pour éviter des poursuites judiciaires, et deviennent Pilot Speed.

## Biographie
En 2000, tout juste sorti de l'Université de Western Ontario, Todd Clark poste une annonce sur un site de musique pour trouver un bassiste. Ruby Bumrah est le premier à le rejoindre. Par la suite, Ruby fera venir Bill Keeley et Kris Greenough. Tous trois sont des anciens du Ontario College of Art and Design. Ensemble, ils commencent à écrire des chansons, et vont créer le groupe Pilate. Le groupe va vite devenir populaire à Toronto. En 2002, lors du festival NXNE le groupe est élu « meilleur groupe sans maison de disques ». Un an plus tard, en 2003, le groupe signe chez sa première maison de disques, MapleMusic Recordings, et réalise son premier album Caught by the Window.
En juin 2006, le groupe annonce sur son site web officiel qu'il va devoir changer de nom pour éviter des poursuites judiciaires. Pilate devient alors Pilot Speed. La chanson Alright apparaît dans la scène finale du film Death Sentence avec Kevin Bacon. En 2009, ils publient l'album Wooden Bones. Il est enregistré aux Canterbury Studios, de Toronto, en Ontario et aux Sweet Tea Studios.

## Membres
- Todd Clark - chant
- Chris Greenough - guitare
- Ruby Bumrah - basse
- Bill Keeley - batterie